# د شاینز
د شاینز (به انگلیسی: The Shins) گروه موسیقی آمریکایی است.